# Петропавловское (Калининградская область)
Петропавловское (до 1938 — Гросс Шиллелен (нем. Groß Schillehlen), до 1946 — Гросс Шоллен (нем. Großschollen)) — посёлок в Краснознаменском городском округе Калининградской области. Входил в состав Алексеевского сельского поселения.

## Население
| 1867 | 1885 | 1910 | 1933 | 1939 | 2002 | 2010 |
| ---- | ---- | ---- | ---- | ---- | ---- | ---- |
| 145  | ↗189 | ↗219 | ↘211 | ↘197 | ↘103 | ↗120 |

## История
Населённый пункт Гросс Шоллен в 1946 году был переименован в посёлок Петропавловское.